# Куба на летних Олимпийских играх 1980
Куба принимала участие в Летних Олимпийских играх 1980 года в Москве (СССР), и завоевала 8 золотых, 7 серебряных и 5 бронзовых медалей. Сборная страны состояла из 207 спортсменов (175 мужчин, 32 женщины).

## Медалисты
| Медаль  | Спортсмен          | Вид спорта       | Дисциплина                 |
| ------- | ------------------ | ---------------- | -------------------------- |
| Золото  | Мария Колон        | Лёгкая атлетика  | Женщины, метание копья     |
| Золото  | Хуан Эрнандес      | Бокс             | Мужчины, до 54 кг          |
| Золото  | Анхель Эррера      | Бокс             | Мужчины, до 60 кг          |
| Золото  | Андрес Альдама     | Бокс             | Мужчины, до 67 кг          |
| Золото  | Армандо Мартинес   | Бокс             | Мужчины, до 71 кг          |
| Золото  | Хосе Гомес         | Бокс             | Мужчины, до 75 кг          |
| Золото  | Теофило Стивенсон  | Бокс             | Мужчины, свыше 81 кг       |
| Золото  | Даниэль Нуньес     | Тяжёлая атлетика | Мужчины, до 56 кг          |
| Серебро | Сильвио Леонард    | Лёгкая атлетика  | Мужчины, 100 м             |
| Серебро | Алехандро Касаньяс | Лёгкая атлетика  | Мужчины, 110 м с барьерами |
| Серебро | Иполито Рамос      | Бокс             | Мужчины, до 48 кг          |
| Серебро | Адольфо Орта       | Бокс             | Мужчины, до 57 кг          |
| Серебро | Хосе Родригес      | Дзюдо            | Мужчины, до 60 кг          |
| Серебро | Хуан Феррер        | Дзюдо            | Мужчины, до 78 кг          |
| Серебро | Исаак Аскуй        | Дзюдо            | Мужчины, до 86 кг          |
| Бронза  | Луис Делис         | Лёгкая атлетика  | Мужчины, метание диска     |
| Бронза  | Хосе Агилар        | Бокс             | Мужчины, до 63,5 кг        |
| Бронза  | Рикардо Рохас      | Бокс             | Мужчины, до 81 кг          |
| Бронза  | Роберто Кастрильо  | Стрельба         | Мужчины, скит              |
| Бронза  | Альберто Бланко    | Тяжёлая атлетика | Мужчины, до 100 кг         |

## Результаты соревнований

### Академическая гребля
В следующий раунд из каждого заезда проходили несколько лучших экипажей (в зависимости от дисциплины). В финал A выходили 6 сильнейших экипажей, ещё 6 экипажей, выбывших в полуфинале, распределяли места в финале B.
Мужчины
| Соревнование | Спортсмены      | Предварительный заезд | Предварительный заезд | Предварительный заезд | Отборочный заезд | Отборочный заезд | Отборочный заезд | Полуфинал            | Полуфинал            | Полуфинал            | Финал                | Финал                | Итоговое место       |                      |
| Соревнование | Спортсмены      | Заезд                 | Время                 | Место                 | Заезд            | Время            | Место            | Заезд                | Время                | Место                | Время                | Место                | Итоговое место       |                      |
| ------------ | --------------- | --------------------- | --------------------- | --------------------- | ---------------- | ---------------- | ---------------- | -------------------- | -------------------- | -------------------- | -------------------- | -------------------- | -------------------- | -------------------- |
| одиночки     | Артуро Сальфран | 1                     | 8:25,09               | 5                     | 1                | 7:51,84          | 5                | завершил выступление | завершил выступление | завершил выступление | завершил выступление | завершил выступление | завершил выступление | завершил выступление |

### Лёгкая атлетика
Женщины
Технические дисциплины
| Дисциплина    | Спортсмен      | Квалификация | Квалификация | Финал                 | Финал                 |
| Дисциплина    | Спортсмен      | Результат    | Место        | Результат             | Место                 |
| ------------- | -------------- | ------------ | ------------ | --------------------- | --------------------- |
| метание диска | Мария Бетанкур | 57,62        | 13           | завершила выступление | завершила выступление |